# Tatort: Das fleißige Lieschen
Das fleißige Lieschen ist ein Fernsehfilm aus der Krimireihe Tatort.  Der von ProSaar Medienproduktion für den Saarländischen Rundfunk produzierte Beitrag ist die 1128. Tatort-Episode und wurde am 13. April 2020 im Programm Das Erste gesendet. Das Saarbrücker Ermittlerduo Schürk und Hölzer ermittelt in seinem ersten Fall.

## Handlung
Die Hauptkommissare Adam Schürk und Leo Hölzer kennen sich bereits seit Kindertagen. Sie lernten sich bei einer Schulhofschlägerei kennen und wurden danach Freunde. In Rückblenden erfährt der Zuschauer Momente einer schweren Kindheit Schürks: Der Vater prügelte ihn, Hölzer wurde zu seinem Retter, indem er den Vater niederstreckte. Dies führte letztlich zum Bruch der Freundschaft der beiden. Schürk verließ das Saarland, kehrt jedoch nun zurück. Hölzer und Schürk werden nun Partner und müssen ihre gemeinsame Vergangenheit beilegen. Hinzu kommt noch ein Disziplinarverfahren wegen Unterlassener Amtshilfe gegen Hölzer, der in einer Situation nicht geschossen hatte. 
Der Fall führt in die saarländische Vergangenheit: Bei einer Familienfeier bricht ein Streit in einem Familienunternehmen aus, der Textilfabrik Hofer, weil der Patriarch der Familie, der greise Bernhard Hofer, den jüngeren Enkel vorzieht. Erik Hofer soll ihm nunmehr nachfolgen, anstelle seines älteren Bruders Konrad. Der frisch ernannte Nachfolger wird bald darauf tot aufgefunden. Erik Hofer war nicht nur ein treuloser Ehegatte, sondern er hatte auch Spielschulden aufgehäuft. Der Inhaber des Wettbüros gerät zeitweilig unter Verdacht. Der weichherzige Konrad, heimlich schwul lebend, hatte seinem Bruder aus der Schuldenfalle geholfen, wird von ihm aber in jener Nacht verprügelt. Doch weder der Bruder noch der Wettbüro-Inhaber sind letztlich Täter. Stattdessen graben die Ermittler Schürk und Hölzer tiefer in der Firmengeschichte und finden während der Zeit des Nationalsozialismus eine Gruppe von Zwangsarbeitern, aus denen sich schließlich ein Mordmotiv ergibt. Doch der Zusammenhang ist ihnen noch unklar.   
Auf die richtige Spur führt schließlich der alte Hofer, den sie mit einem Foto aus jener Zeit konfrontieren. Schließlich können sie die Tat rekonstruieren: Erik hatte, kurz nachdem Konrad davongelaufen war, heftig nach dem Hund der Passantin Lida getreten. Daraufhin ergriff sie ihren Stock und prügelte auf Erik ein, der unglücklich stürzte und starb. Die wütende alte Frau verabreichte dem Toten noch 60 symbolische Stockschläge. Daher bringt das Foto des Toten den alten Hofer auf ihre Täterschaft: Es sieht nach Rache für die 60 Schläge aus, die in Kriegszeiten dem Bruder der alten Lida, auch Zwangsarbeiter, verabreicht wurden und ihn töteten. Sie verhaften das „fleißige Lieschen“, das geständig ist.

## Hintergrund
Der Film wurde vom 13. März 2019 bis zum 11. April 2019 in Saarbrücken, Sulzbach, Mettlach, Püttlingen und Merzig gedreht. Die Premiere erfolgte am 24. Januar 2020 auf dem Filmfestival Max Ophüls Preis.
Der Titel der Tatortfolge bezieht sich auf die deutsche Vergeltungswaffe V3 des Zweiten Weltkriegs – das Fleißige Lieschen.

## Rezeption

### Kritiken
„Dass der aktuelle ‚Tatort‘ über Gewalt und Gegengewalt nun allen Startschwierigkeiten zum Trotz ebenso unerbittlich auf sein Thema zusteuert, ist das Beste, was dem Saar-Revier nach den Striesow-Albernheiten der vergangenen Jahre passieren konnte.“

„„Das fleißige Lieschen“ von Christian Theede und Hendrik Hölzemann (Buch) ist ein ambitionierter Krimi, der allerdings unter der Last seiner Ereignisdichte sehr ächzt. Kommt öfter vor bei Debütfolgen. Der Abrisskalender weiß: Aller Anfang ist schwer. Danach wird’s dann manchmal leichter.“

„Wer den feinen Leuten generell misstraut und zugleich immer schon Vorbehalte gegen eine bestimmte Berufsgruppe hatte (nein, nicht gegen Gärtner), der ist wie die beiden Ermittler auf der richtigen Spur. „Wer den Hund findet, findet den Täter“, das ist bei allen sanften Irreführungen und Verkomplizierungen der kriminalistischen Handlung eine schöne, solide Krimi-Weisheit.“

### Einschaltquoten
Die Erstausstrahlung von Das fleißige Lieschen am 13. April 2020 wurde in Deutschland von 10,44 Millionen Zuschauern gesehen und erreichte einen Marktanteil von 27,5 % für Das Erste.